# Snihurivka (Mikolaiv)
|  | Per a altres significats, vegeu «Snihurivka». |

Snihurivka (en ucraïnès Снігурівка, en rus Снигирёвка) és una ciutat de la província de Mikolaiv, Ucraïna. El 2021 tenia 12.307 habitants.